# Пышкец (Глазовский район)
Пышке́ц — деревня в Глазовском районе Удмуртии, в составе Верхнебогатырского сельского поселения.

## География
Деревня расположена на высоте 164 м над уровнем моря.
Улицы деревни:
- Нагорная
- Полевая
- Пышкецкая

## Население
| 2010 | 2012 |
| ---- | ---- |
| 37   | →37  |

Численность постоянного населения деревни составляет 47 человек (2007).